# Rudolf Bäumer (Maler)

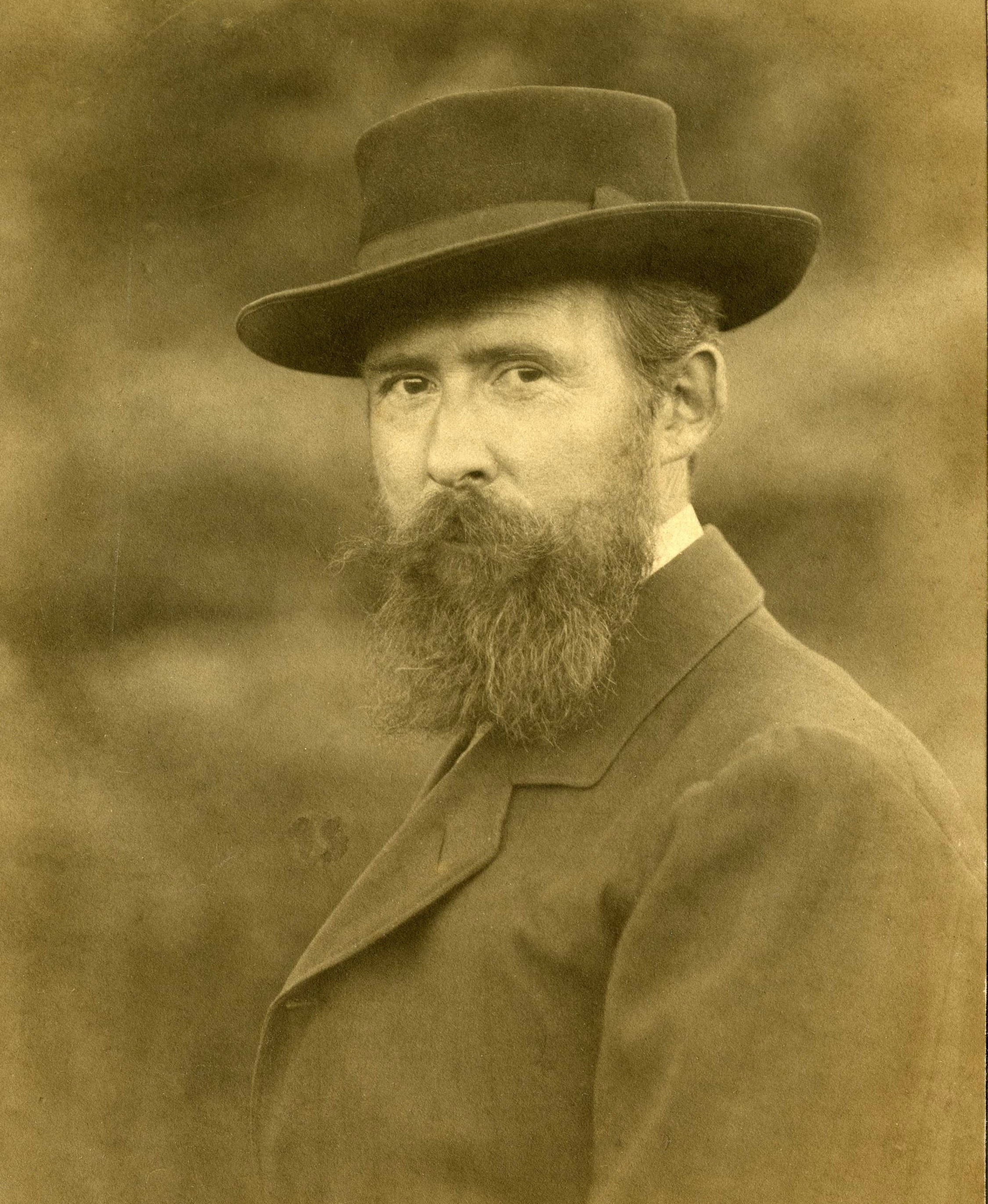
Rudolf Bäumer (1910)

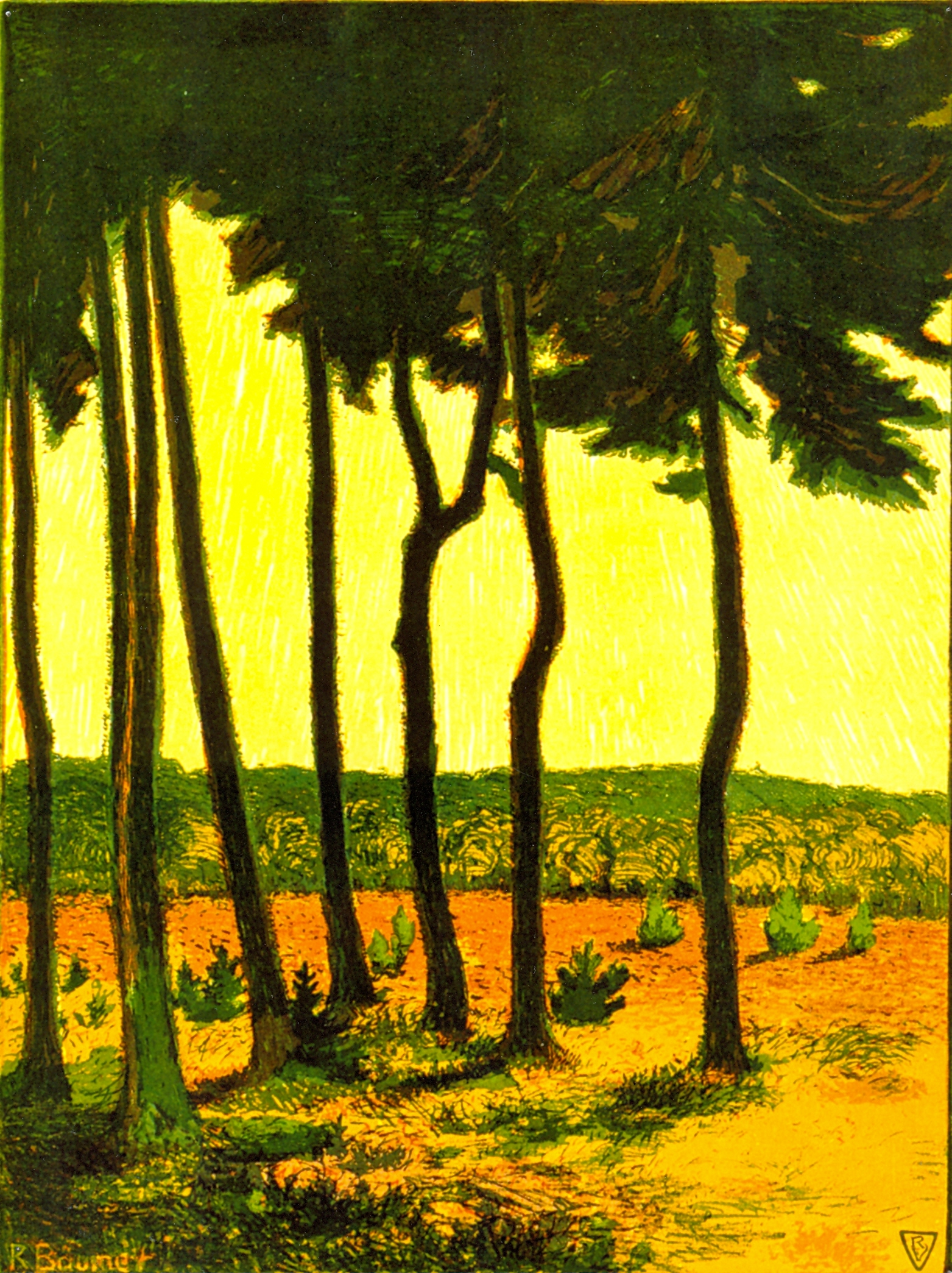
Nordische Heide (1915)

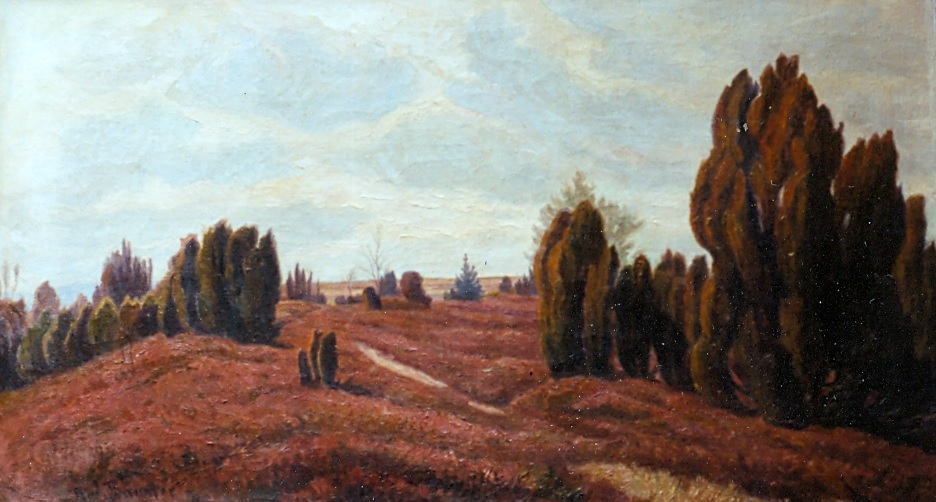
In der Urheide

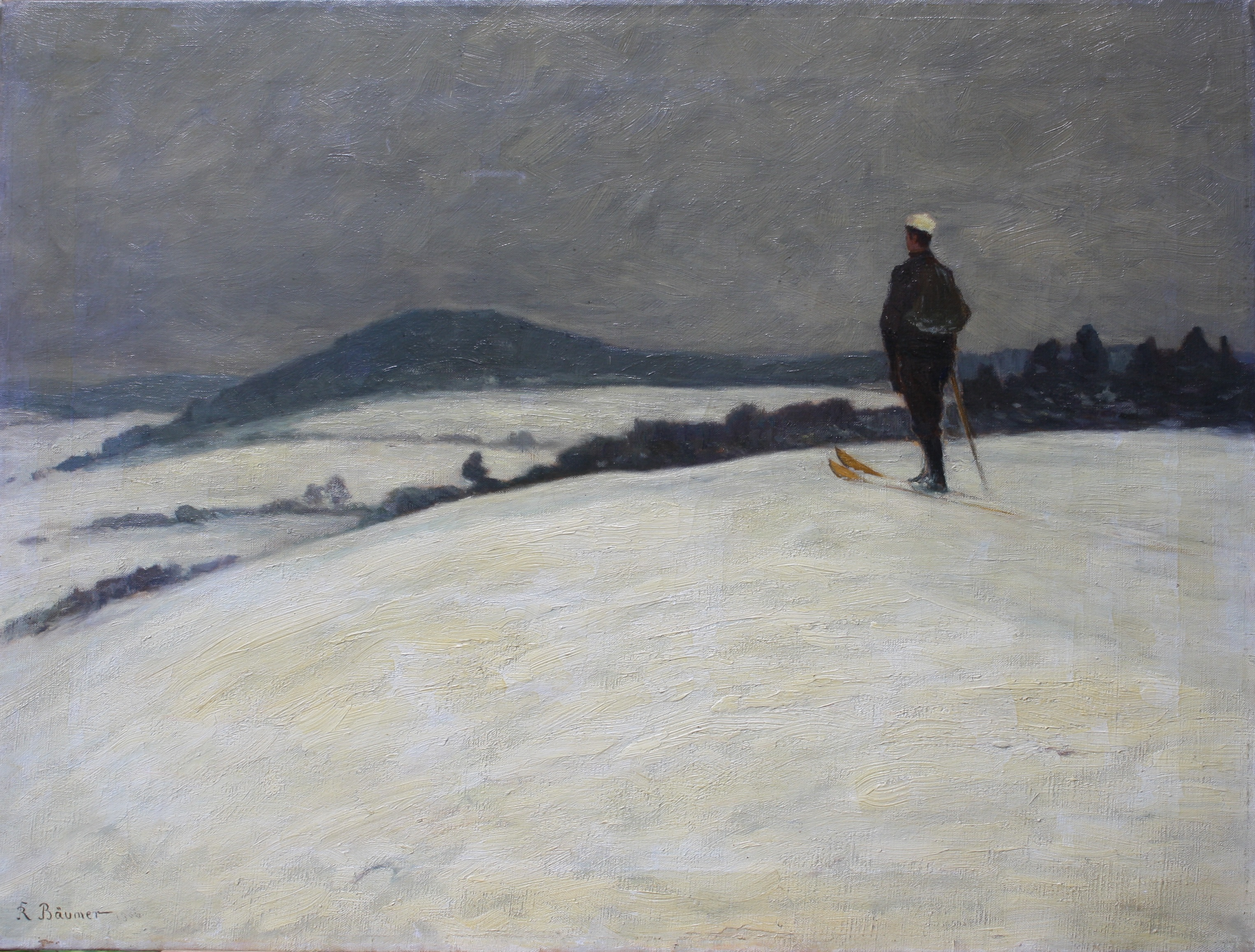
Der Schneeschuhläufer

Rudolf Bäumer (* 24. Februar 1870 in Krefeld; † 2. Januar 1964 in Bad Fallingbostel) war ein deutscher Maler.

## Herkunft
Bäumer wurde als ältester Sohn des Seidenfabrikanten Gottfried Bäumer (* 6. August 1830 in Krefeld; † 16. September 1904 in Krefeld) und dessen Ehefrau Catharina Helene, geborene Tack (* 9. Februar 1838 in Krefeld; † 14. März 1917 in Johannisburg/Ostpreußen), geboren. Wiewohl schon früh künstlerisch interessiert – vor allem an Malerei – wandte er sich erst nach Abschluss der vom Vater gewünschten kaufmännischen Ausbildung dem Kunststudium zu.

## Ausbildung
1893 bezog er die Königliche Preußische Kunstakademie in Düsseldorf und durchlief u. a. die Malklassen bei Peter Janssen dem Älteren (1844–1908), Arthur Kampf (1864–1950) und Eduard von Gebhardt (1838–1925). Ausschlaggebend für seine Spezialisierung als Landschaftsmaler wurde der Unterricht bei Julius Bergmann (1861–1940), der ab 1897 als Tier- und Landschaftsmaler an der Akademie wirkte und Bäumer nachhaltig beeinflusste. 1905 erhielt Bergmann einen Ruf an die Großherzogliche Kunstschule (Staatliche Akademie der Bildenden Künste) in Karlsruhe und Bäumer folgte ihm dorthin als sein Meisterschüler. 1905 wurde Bäumer Mitglied im Badischen Kunstverein. Im regen Austausch und Wettbewerb mit einer innovativen Künstlerschaft entwickelte Bäumer seinen eigenen impressionistischen Stil, der sich besonders in seinen Lithographien zeigt.
Schwerpunkte seiner Karlsruher Schaffensperiode sind reine Landschaften, Porträts sowie Tierdarstellungen in ihrer jeweiligen landschaftlichen Umgebung.
Anerkennung wurde ihm durch Ausstellungen, u. a. in Düsseldorf, Mannheim, Stuttgart, Speyer und Karlsruhe zuteil.
In dieser für Bäumer künstlerisch so bedeutsamen Zeit fand er auch persönliche Erfüllung:
1909 heiratete er Emma, geborene Hochwarth (* 18. März 1882 in Untergimping; † 4. Oktober 1951 in Walsrode).

## Fallingbostel
Bäumer, der in den akademischen Sommerferien seit 1895 wiederholt die Lüneburger Heide aufgesucht hatte, siedelte 1911 mit seiner Familie dorthin, nach Fallingbostel, um.
Viele in der Folgezeit entstandenen Werke, besonders in den Jahren zwischen den Weltkriegen, sind überwiegend Landschaften der näheren Umgebung von Fallingbostel: weitflächig gemalt, oder mit betonten, nahesichtigen, solitären Baum-/Wacholdermotiven, mit denen er den Stimmungsgehalt vor kontrastreichem, bewegten Himmel darstellt. Zum weiteren Repertoire gehören bäuerliche Szenerien.
In seinem Alterswerk werden Landschaftskompositionen mit Figuren- oder Gebäudestaffagen seltener.
1943 wurde ein großer Teil seiner Werke, die sich in Hamburger Sammlungen befanden, vernichtet. Sein Kolossalgemälde (ca. 200 x 350) „Das große Steingrab“, Ausstellungsstück der ehemaligen nationalsozialistischen Weihehalle in Buchholz bei Harburg, wurde 1945 von britischen Truppen verbrannt.

## Werke (Auswahl)
- Nordische Heide, Lithographie um 1915 (Privatbesitz)
- Frühlingswald, Edition Voigtländerverlag (Privatbesitz)
- Der Schneeschuhläufer, Öl auf Leinwand um 1906 (55x73) (Privatbesitz)
- In der Lieth, Öl auf Leinwand um 1923 (70 x 117) (Privatbesitz)
- Das alte Rauchhaus auf Sammann-Eickhoffs Hof, Öl auf Malpappe um 1920 (29 x 34) Privatbesitz
- Das große Steingrab, Öl auf Leinwand um 1919 (41 x 68) Wvz 52, Privatbesitz
- In der Urheide, Öl auf Leinwand, (58 x109) ca. 1920 Wvz 55, Privatbesitz
- Mutter und Kind, Öl auf Leinwand (58 x 51) 1910 Privatbesitz

## Ausstellungen
- Mehrfach war Bäumer zu Lebzeiten auf Ausstellungen in Düsseldorf, Karlsruhe, Mannheim, Speyer und Stuttgart vertreten.
- 1921: Klub Union in Uelzen
- 1923 bis 1936: jährliche Ausstellungen in Fallingbostel
- 2014: Ausstellung zum 50. Todestages des Heidemalers Rudolf Bäumers in Bad Fallingbostel